# Korne (powiat chojnicki)
Korne (kaszb. Kòrné) – wieś w Polsce, w województwie pomorskim, w powiecie chojnickim, w gminie Konarzyny, granicząca bezpośrednio od zachodu z Konarzynami. Wchodzi w skład sołectwa Konarzyny.
Do końca 1972 w  powiecie człuchowskim w województwie koszalińskim. Do 2023 miejscowość była częścią wsi Konarzyny.
W latach 1975–1998 Korne administracyjnie należało do województwa słupskiego.
W okresie międzywojennym między obu wsiami przebiegała granica polsko-niemiecka (Korne leżało w Niemczech).